# Теллурид бария
Теллурид бария — неорганическое соединение, 
соль металла бария и теллуроводородной кислоты с формулой BaTe,
белые или желтоватые кристаллы,
слабо растворяется в воде.

## Получение
- Сплавление теллура и бария:

{\displaystyle {\mathsf {Ba+Te\ {\xrightarrow {T}}\ BaTe}}}
- Пропускание теллуроводорода через раствор соли бария:

{\displaystyle {\mathsf {BaCl_{2}+H_{2}Te\ {\xrightarrow {}}\ BaTe\downarrow +2HCl}}}
- Восстановление теллурата бария водородом:

{\displaystyle {\mathsf {BaTeO_{4}+4H_{2}\ {\xrightarrow {580^{o}C}}\ BaTe+4H_{2}O}}}
- Восстановление теллурита бария водородом:

{\displaystyle {\mathsf {BaTeO_{3}+3H_{2}\ \xrightarrow {580^{o}C} \ BaTe+3H_{2}O}}}

## Физические свойства
Теллурид бария образует белые или желтоватые кристаллы
кубической сингонии,
пространственная группа F m3m,
параметры ячейки a = 0,698 нм, Z = 4.
Слабо растворяется в воде.